# Мария Анунциата Бурбон-Двете Сицилии
Мария Анунциата Бурбон-Двете Сицилии (на италиански: Maria Annunziata Isabella Filomena Sabasia, Principessa di Borbone delle Due Sicilie; наричана: „Ciolla“; на немски: Maria Annunziata von Neapel-Sizilien; * 24 март 1843, Казерта; † 4 май 1871, Виена) е принцеса от Двете Сицилии, по съпруг – ерцхерцогиня на Австрия.

## Живот
Тя е дъщеря на Фердинанд II Карл (1810 – 1859), крал на Двете Сицилии, и втората му съпруга Мария-Тереза Австрийска (1816 – 1867), най-възрастната дъщеря на ерцхерцог Карл Австрийски. Сестра е на Мария Пия Бурбон-Двете Сицилии (1849 – 1882), баба по майчина линия на цар Борис III.
На 16 октомври 1862 г. в Рим Мария Анунциата се омъжва по доверие за ерцхерцог Карл Лудвиг Австрийски (1833 – 1896), брат на австрийския император Франц Йозеф I от династията на Хабсбургите. На 21 октомври 1862 г. следва истинското им бракосъчетание във Венеция. Раждат им се четири деца.
Тя е болна от туберкулоза и епилепсия. Умира на 4 май 1871 г. във Виена на 28 години. Нейният съпруг се жени на 39 години през 1873 г. за 17-годишната принцеса Мария Тереза Португалска, дъщеря на крал Мигел I.

## Деца
- Франц Фердинанд (1863 – 1914), престолонаследник на Австро-Унгария
- Ото Франц Йозеф (1856 – 1905), баща на австро-унгарския император Карл I (1887 – 1922)
- Фердинанд Карл Лудвиг (1868 – 1915), напуска 1911 г. императорския дом и се нарича само Фердинанд Бург
- Маргарета София (1870 – 1902), ∞ 1893 г. за Албрехт херцог на Вюртемберг (1865 – 1939)